# 말단비대증
말단비대증(末端肥大症, 영어: acromegaly), 또는 말단거대증은 손, 발, 턱, 코, 귀, 혀 등의 인체의 말단 부위가 비정상적으로 커지고 기능 장애를 일으키는 만성 질환이다. 뇌하수체 종양으로 성장 호르몬이 과다하게 분비되어 발생한다. 거인증, 거인병이라고도 한다.

## 증상
- 근골격계
  - 손과 발의 말단 비대, 턱 나옴증, 이마 돌출, 근력 약화
- 피부
  - 피부 주름 증가, 연조직 두께 증가, 피부연성섬유종, 다모증, 다한증
- 구강
  - 부정교합, 혀 및 입술 비대
- 생식기계
  - 성욕 감퇴, 발기부전, 희발월경, 젖분비 과다
- 심혈관계
  - 고혈압, 심비대, 심근병증, 부정맥, 수면 무호흡증
- 갑상샘종, 대장 용종, 서혜부 탈장 등

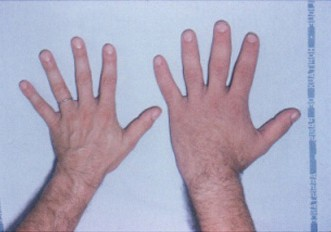
왼쪽의 정상 소견에 비하여 오른쪽 환자의 손은 커져있으며 특히 손가락은 넓어지고 두꺼워졌다.
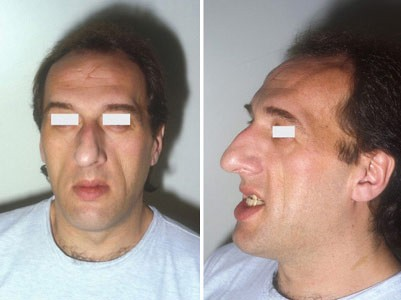
아래턱뼈의 과성장으로 인하여 턱나옴증이 발생하였고 위턱뼈는 양 옆으로 넓어져 부정교합이 되었다.
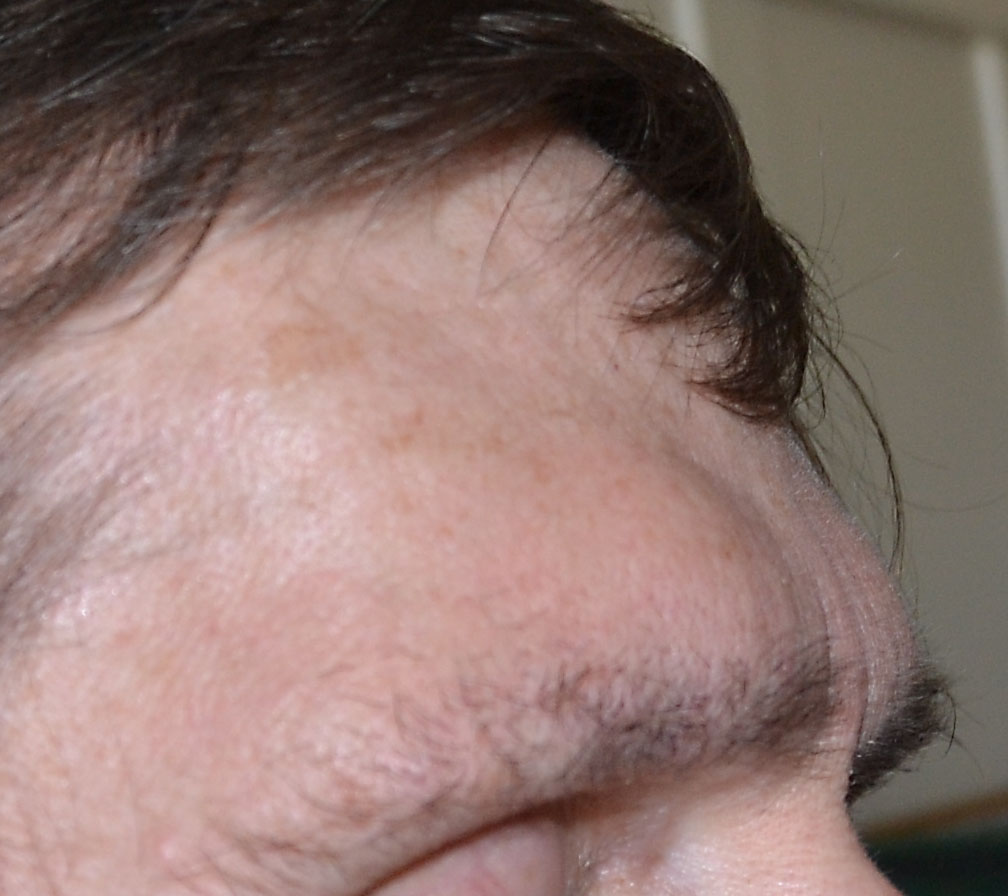
수술 후에도 이마의 돌출이 남아 있다.

## 예후
서서히 진행하는 병으로 자연 관해도 올 수 있다. 주로 심혈관 및 뇌혈관 질환으로 사망한다.